# Oslovice (Okounov)
Oslovice (německy Woslowitz) jsou malá vesnice a část obce Okounov v okrese Chomutov v Ústeckém kraji. Nachází se na úpatí Doupovských hor asi dva kilometry východně od Okounova. Vesnice vždy mívala zemědělský charakter a hlavním zdrojem obživy obyvatel býval chov dobytka. Do podoby vsi výrazně zasáhlo vysídlení Němců po druhé světové válce, po níž se vesnice postupně téměř vylidnila a začala sloužit zejména k individuální rekreaci. 

## Název
Název vesnice byl odvozen ze jména Osel ve významu ves lidí Oslových. V historických pramenech se jméno vesnice vyskytuje ve tvarech: in villa Osslowicz (1381), Wozlowicze (1443), in Wozlowicze (1488), Woselowicze (1593 a 1598), Wuselwitz (1608), Voslowiczs (1610), Woßelwicz (1626), Woselwicze (1654), Woslowicz nebo Woßelwicz (1787) a Woslowitz (1846).

## Historie
První písemná zmínka o vesnici pochází z roku 1372. V polovině patnáctého století se Oslovice nacházely na panství hradu Egerberk v majetku rodu Ilburků, kteří je roku 1460 prodali Fictumům. Sňatkem s Annou z Fictumu panství získal v roce 1557 Bohuslav Felix Hasištejnský z Lobkovic, který přestěhoval vrchnostenské sídlo na nově založený zámek Felixburg u Rašovic. Oslovice byly poté odděleny od Egerberku a připojeny k zámeckému panství.
Dalšími majiteli se roku 1596 stali Štampachové. Panství jim patřilo přibližně čtvrt století, protože Matyáš mladší ze Štampachu se zúčastnil stavovského povstání, za což mu byl zkonfiskován majetek. Vesnici potom koupil svobodný pán Kryštof Šimon Thun a připojil ji k kláštereckému panství. Podle berní ruly z roku 1654 v Oslovicích žilo deset chalupníků a tři rodiny bez pozemků. Chalupníci vlastnili celkem dvacet krav, 36 jalovic, pět prasat a osmnáct koz. Jeden z nich provozoval mlýn. Bezzemkům patřily dohromady tři krávy, tři jalovice a dvě kozy. Na polích se pěstovalo především žito a hlavním zdrojem obživy byl chov dobytka. Původní mlýn, k němuž patřilo také právo rybolovu v řece, stával na pravém břehu Ohře a byl zbořen při stavbě železniční trati Chomutov–Cheb.
Podle díla Johanna Gottfrieda Sommera z roku 1846 v Oslovicích stál mlýn, pila a 22 domů, ve kterých žilo 130 obyvatel. Ve vsi nebyla škola a děti docházely do školy v Kotvině. V letech 1869–1870 byl postaven nový mlýn.

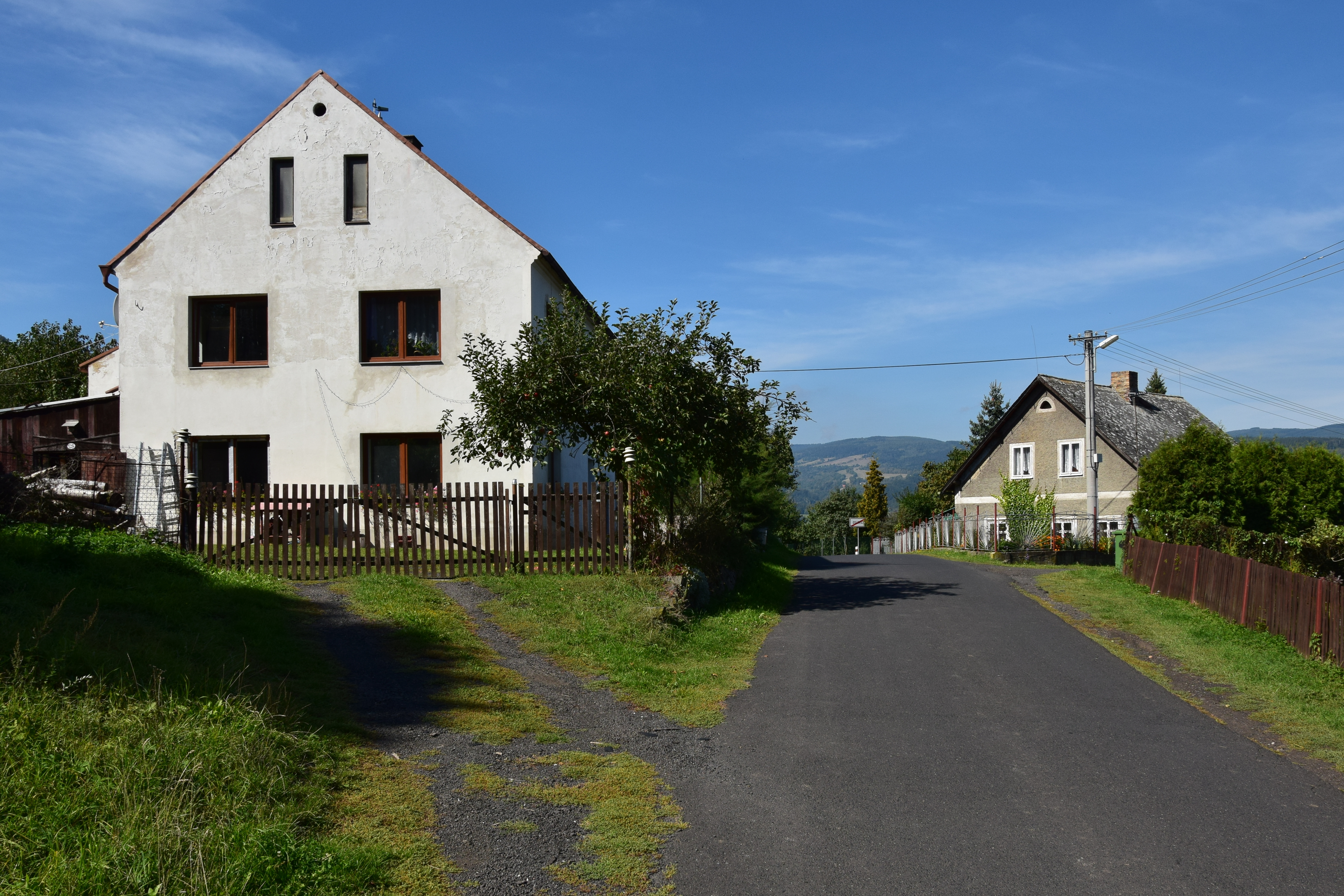
Domy čp. 11 a 17 na západním okraji vesnice

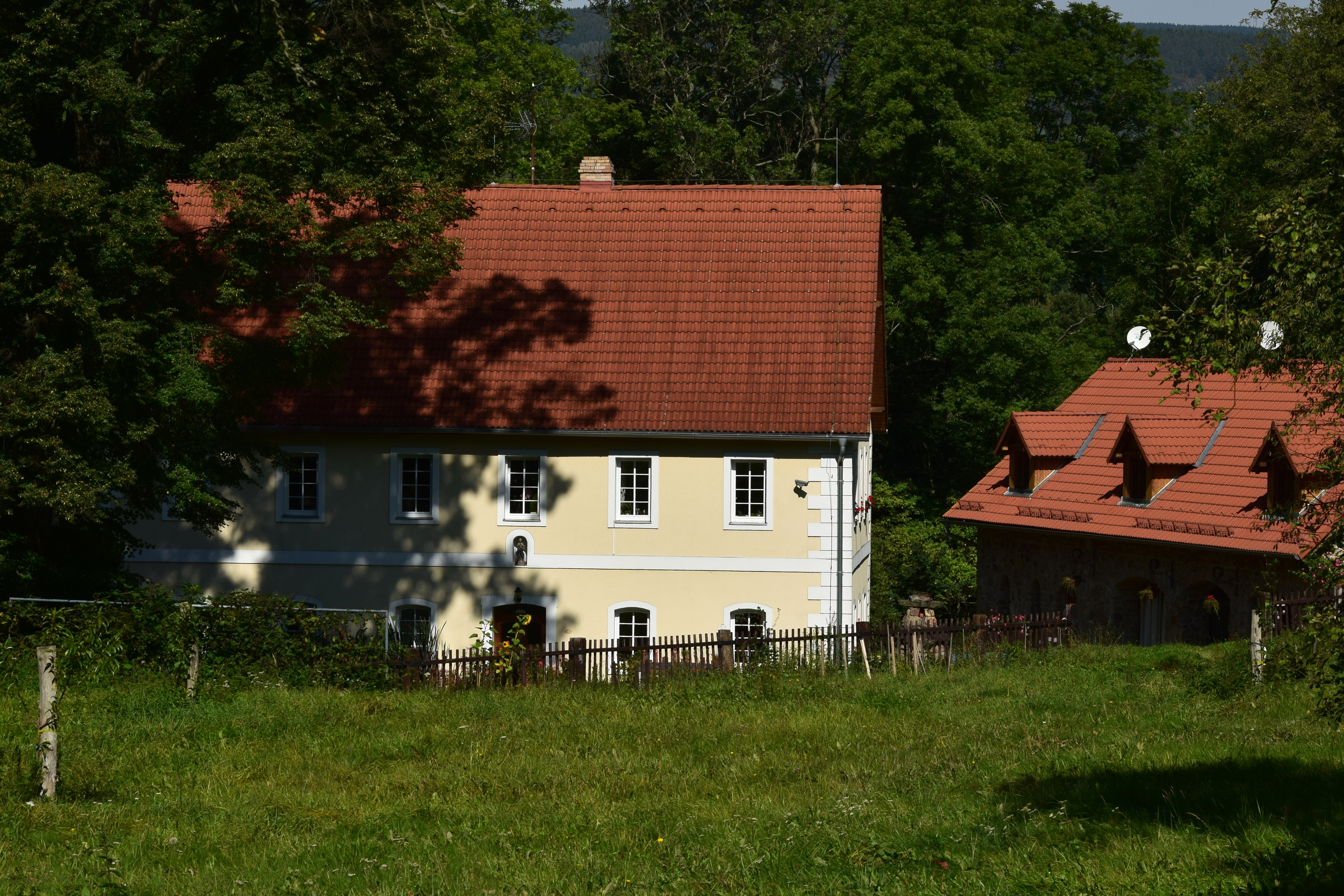
Bývalý mlýn

Na počátku dvacátého století byla vesnice přes Okounov připojena k elektrické rozvodné síti kadaňské elektrárny. V roce 1904 měřilo oslovické katastrální území 285 hektarů, z čehož bylo 147 hektarů polí, třináct hektarů luk, 42 hektarů pastvin, 61 hektarů lesa a necelých osm hektarů zahrad. O sedm let později ve vsi stálo devět větších usedlostí, fungoval hostinec, řemeslo provozovali kovář a švec a z obchodů byla k dispozici jen trafika. Některé domy včetně kovárny zanikly při požárech ve třicátých letech dvacátého století. Po druhé světové válce došlo k vysídlení Němců z Československa a počet obyvatel se dále zmenšoval až dosáhl přibližně jedné desetiny předválečného stavu. Po roce 1991 byla většina domů ve vesnici upravena na rekreační objekty, ale výstavbu nových chat u Ohře omezila stavební uzávěra.

## Přírodní poměry
Katastrální území Oslovice měří 0,89 km². Východně od vesnice protéká a do Ohře se vlévá potok Bublava.

## Obyvatelstvo
Při sčítání lidu v roce 1921 zde žilo 118 obyvatel (z toho 58 mužů) německé národnosti a římskokatolického vyznání. Podle sčítání lidu z roku 1930 měla vesnice 125 obyvatel: pět Čechoslováků a 120 Němců. Kromě tří lidí bez vyznání se hlásili k římskokatolické církvi.
|                                                                       | 1869 | 1880 | 1890 | 1900 | 1910 | 1921 | 1930 | 1950 | 1961 | 1970 | 1980 | 1991 | 2001 | 2011 | 2021 |
| --------------------------------------------------------------------- | ---- | ---- | ---- | ---- | ---- | ---- | ---- | ---- | ---- | ---- | ---- | ---- | ---- | ---- | ---- |
| Obyvatelé                                                             | 153  | 140  | 133  | 127  | 124  | 118  | 125  | 46   | 25   | 21   | 17   | 12   | 12   | 17   | 27   |
| Domy                                                                  | 22   | 24   | 24   | 24   | 24   | 23   | 25   | 13   | —    | 7    | 7    | 12   | 14   | 14   | 15   |
| Počet domů z roku 1961 je zahrnut v celkovém počtu domů obce Okounov. |      |      |      |      |      |      |      |      |      |      |      |      |      |      |      |

## Obecní správa
Po zrušení poddanství se Oslovice staly roku 1850 samostatnou obcí. Při sčítání lidu v roce 1869 byly osadou Okounova. Společně patřily do okresu Kadaň, který v roce 1960 zanikl a Oslovice připadly do okresu Chomutov.

## Pamětihodnosti
Poblíž bývalého mlýna stojí Pieta z roku 1784.